# Carl Hamppe
Carl Hamppe (nascut el 1814 a Suïssa – mort el 17 de maig de 1876, a Gersau, Cantó de Schwyz) fou un diplomàtic i mestre d'escacs suís-austríac.
|  |

## Resultats destacats en competició
Va jugar matxs contra Johann Löwenthal (4 : 5) el 1846, Ernst Falkbeer (16 : 15) el 1850, i Daniel Harrwitz (2 : 5) el 1852 i (0.5 : 3.5) el 1860.
En Hamppe va guanyar dos cops el Campionat d'escacs de Viena (Wiener Schachgesellschaft) els anys 1859 i 1860, ambdós cops per davant de Wilhelm Steinitz.
La seva partida més famosa fou la "Immortal de les Taules" (Carl Hamppe vs Philipp Meitner, Viena 1872).

### Contribucions a la teoria dels escacs
En Hamppe va fer contribucions a la teoria de l'obertura vienesa (1.e4 e5 2.Cc3), i a dues variants del gambit vienès: gambit Hamppe-Allgaier (1.e4 e5 2.f4 exf4 3.Cf3 g5 4.h4 g4 5.Cg5), i gambit Hamppe-Muzio (1.e4 e5 2.Cc3 Cc6 3.f4 exf4 4.Cf3 g5 5.Ac4 g4 6.O-O gxf3 7.Dxf3).